# Doda (ca sĩ)
Dorota Aqualiteja Rabczewska (Doda) (sinh ngày 15 tháng 2 năm 1984 tại Ciechanów) - ca sĩ người Ba Lan biểu diễn nhạc pop và nhạc rock.

## Danh sách đĩa hát

### Album
- 2002 Virgin
- 2004 Bimbo
- 2005 Ficca
- 2007 Diamond Bitch
- 2008 Diamond Bitch - Reedition
- 2011 The Seven Temptations
- 2016 Choni
- 2019 Dorota
- 2022 Aquaria

### Đĩa đơn
- 2002: To Ty
- 2002: Mam Tylko Ciebie
- 2004: Dżaga
- 2004: Kolejny Raz
- 2005: Nie Zawiedź Mnie
- 2005: Znak Pokoju
- 2005: 2 bajki
- 2006: Szansa
- 2007: Katharsis
- 2007: To Jest To
- 2008: Nie Daj Się
- 2009: Dziękuję
- 2011: Bad Girls
- 2011: My Way or No Way